# Fonky Family
La Fonky Family (spesso abbreviata in La Fonky, or La FF) è un gruppo hip hop francese proveniente da Marsiglia e composto da:
- Christophe Carmona (nato nel 1976) detto Le Rat Luciano (MC)
- Mohamed Ali (1975 - ) detto Menzo (MC)
- François Dilhan (1974 - ) detto Don Choa (MC)
- Karim Haddouche (1975 -) detto Sat (MC)
- Guilhem Gallart detto DJ Pone (DJ, producer)
- DJ Djel (DJ)
- Blaze (ballerino di break dance)
- Karima (cantante)
- Flex (fetus)
- Nandell
- Fafa (manager del gruppo)

La Fonky ha fatto il suo esordio sulla scena francese ne 1994, dopo gli IAM ha spianato la strada agli artisti di genere provenienti dalla multietnica città di Marsiglia. Nel 1995 sono apparsi nel brano "Les Bad Boys de Marseille" nell'album Métèque et mat, il primo da solista di Akhenaton. Il loro primo album è stato invece Si Dieu veut, uscito nel 1997 e diventato successivamente disco d'oro. Dopo l'uscita dell'album, Karima ha lasciato il gruppo.
Nel 1998 sono stati chiamati a collaborare assieme ad Akhenaton per la colonna sonora del film di Luc Besson Taxxi, il successo della pellicola ha trainato la colonna sonora ai vertici delle classifiche francesi, aprendo la strada al gruppo per nuove collaborazioni con gli artisti degli IAM, e per la realizzazione di un EP con sei brani, intitolato Hors série volume 1 ed uscito nella primavera del 1999. Hors série volume 2 è invece uscito nel 2000.
Il loro secondo album, Art de rue, è uscito nel 2001. Dopo questa seconda realizzazione, molti dei componenti del gruppo hanno deciso di intraprendere una carriera solista: Le Rat Luciano aveva già iniziato con un album nel 2000, e Sat e Don Choa lo hanno seguito nel 2001 e 2002 rispettivamente. DJ Djel ha prodotto invece due compilation nel 2001 e 2003.
Nel gennaio del 2006, Fonky Family ha realizzato il suo terzo album Marginale Musique (Jive/SONY BMG), che ha debuttato in Francia al numero uno. La BMG ha siglato un accordo di distribuzione globale con il gruppo.
Il brano della Fonky Family "La Furie et la Foi" wè stato usato come colonna sonora nell'esibizione dello skater francese JB Gillet nel film "Rodney Vs Daewon Round II".

## Discografia
- 1997: Si Dieu veut
- 1999: Hors série volume 1 (EP)
- 2000: Hors série volume 2 (EP)
- 2001: Art de rue
- 2006: Marginale Musique